# Barnhuset i Göteborg
Barnhuset i Göteborg var Göteborgs första barnhem, som grundades 1739 och upphörde 1857. Det var föregångaren till Barnhuset på Stampen.
Barnhuset grundades av biskop Jacob Benzelius. Barnhuset bestod initialt av en enkel stuga med endast åtta barn, men år 1767 testamenterade den förmögne Vincent Beckman sin fastighet och tomt vid Köpmansgatan och dessutom 20 000 riksdaler; det blev därefter vanligt med donationer från stadens förmögna. Det förfogade därefter över stora områden med trädgård.  
Verksamheten fick sin stadga 1748, och enligt denna bestod direktionen av landshövdingen, biskopen och stadens båda borgmästare som kuratorer, med tre föreståndare valda från stadens köpmän. De barn som intogs skulle enligt stadgan vara: 
"at fattige Fader- och Moderlöse barn måtte bliva ifrån undergång räddade och njuta nödtorftigt un-derhåld, skjötsel och undervisning [...] de som mist både Fader och Moder eller hvilkas Föräldrar, när de begge lefva, eller Fader och Moder, när en af dem är död, finnas vara så liderliga och utfattiga, at Barnen nödvändigt af vahnskjötsel måste förgås, och derhos ej hafva så förmögne eller Christhjärtade anhörige, som kunna eller vilja varkunna sig över dem; sedan de, som äro Faderlöse och i samma tilstånd, som förberört är. Därnäst de, som äro av lika egenskap och hafva mist modren."
Till skillnad från Stockholms barnhus togs barnen in helt gratis. Barnen skulle vara mellan sju och tio år, och fick i barnhuset gå i skola, varefter de lämnades ut till lärlingar eller tjänare till stadens innevånare. 
Så småningom sålde barnhuset mycket av sin mark till främst sin granne, det Prippska bryggeriet. Dess byggnad brann ned 1808, och det hus som då ersatte det revs i sin tur 1854. Det ersattes av Barnhuset på Stampen 1857.